# Pinot de juillet
De pinot de juillet is een weinig bekend druivenras dat tot 2010 gebruikt mocht worden voor de fabricage van champagne. De druif wordt tegenwoordig niet of nauwelijks aangeplant of gebruikt.
De pinot de juillet is een wijn die zijn naam dankt aan de vroegrijpe druiven. In de zeer noordelijk gelegen Champagne is dat een groot voordeel. Toch werden de druiven, in weerwil van de naam, pas in begin augustus rijp.
Het grote champagnehuis Moët & Chandon gebruikte de Pinot de juillet in kleine hoeveelheden om in het voorjaar na de oogst de overigens spontaan optredende malolactische gisting snel op gang te brengen. In de wijngaard, op de druivenschil en in het daaruit gewonnen most vindt men gistcellen die daar van nature voorkomen en die een rol spelen bij fermentatie en gisting.
Een klein aandeel pinot de juillet kon de malolactische gisting, omzetting van appelzuur in melkzuur stimuleren. De malolactische gisting wordt niet door ieder champagnehuis toegepast. De champagne die veel malolactisch gegiste wijn bevat is minder fruitig van smaak maar wint wel aan karakter.

## literatuur
- Gert Crum, Champagne